# Franciscus van Cranevelt
Franciscus van Cranevelt (Nijmegen, 3 februari 1485 - Mechelen, 8 september 1564) of Craneveldius was een Gelderse humanist, hellenist en jurist.

## Levensloop
Cranevelt was een telg uit een Gelderse adellijke familie. Hij was de zoon van Herman van Cranevelt (1442-1518), secretaris van drie opeenvolgende Gelderse hertogen en van Irma van Heusden-Helshout (+1528).
Hij trouwde achtereenvolgens, in 1509 met Elisabeth van Baussele (+1545) uit Leuven en in 1560 met de weduwe Catherine de Plaine. Met zijn eerste vrouw had hij minstens elf kinderen.
Na eerst huisonderricht te hebben gekregen, samen met Gerard Geldenhouwer, en aan de Latijnse school in Deventer te hebben gestudeerd, trok hij in 1497 voor zijn universitaire studies naar Keulen. Hij was toen amper dertien en toen hij in 1500 afstudeerde werd hem, vanwege zijn te jeugdige leeftijd, geen diploma toegekend. Hij trok vervolgens naar Leuven, waar hij in het college De Lelie de lessen volgde van onder meer de grammaticus Johannes Despauterius en van Adriaan Floriszoon, de latere paus Adrianus VI. In 1505 promoveerde hij tot licentiaat filosofie en werd zelfs tot primus uitgeroepen. In 1506 werd hij licentiaat en in 1510 doctor in beide rechten. Vanaf 1507 doceerde hij rechten in De Valk.
In 1515 nam hij de functie op van stadpensionaris van Brugge. Verschillende documenten tonen aan dat hij redevoeringen uitsprak als welkom van hoge gasten, onder wie koning Christiaan II van Denemarken, keizer Karel V en kardinaal Thomas Wolsey.
Op 27 september 1522 benoemde keizer Karel hem tot raadsheer in de Grote Raad in Mechelen. Hij bleef dit ambt uitoefenen tot aan zijn dood. In de Raad en aan het Hof in Mechelen werd hij een man van aanzienlijke invloed.
Cranevelt werd al vlug herkend en erkend als een superieure geest en dit leverde hem talrijke contacten op met de voornaamste humanisten van zijn tijd, zoals Erasmus, Thomas More, Adrianus Barlandus, Juan Luis Vives (zijn beste vriend), enz. Hij genoot de achting van allen niet alleen omwille van zijn eruditie, maar ook voor zijn gezond oordeel, zijn aangenaam karakter en het goed humeur dat hij in alle omstandigheden bewaarde.

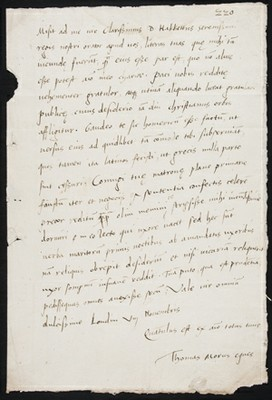
Brief van Thomas More aan Frans Cranevelt, bewaard en gedigitaliseerd KU Leuven Bibliotheken.

Een groot deel van de correspondentie die Franciscus Cranevelt uitwisselde met zijn vrienden in de jaren 1520 heeft de tand des tijds goed doorstaan. 385 brieven werden in de loop van de twintigste eeuw gepubliceerd. Het zijn goudmijnen van gegevens over het politieke en vooral intellectuele leven in het Europa van de zestiende eeuw. Meestal gaat het om brieven aan Cranevelt gericht door enkele groten van het humanisme: Erasmus, Thomas More en Juan Luis Vives. Daarnaast correspondeerde hij met geleerden uit het Leuvense milieu (Adrianus Barlandus, Petrus Curtius, Johannes Borsalus), uit Brugge (Johannes Fevynus, Leonardus Clodius), uit andere kringen in de Nederlanden en in Rome (Gerard Geldenhouwer, Conradus Vecerius, Albertus Pighius, Herco Florenas). Soms is het gewoon "social talk" tussen vrienden, maar in andere brieven gaat het veel verder en komen ook onderwerpen zoals de reformatie aan bod. Het is dan ook niet verwonderlijk dat er in verschillende brieven sprake is van Luther en zijn excommunicatie. 
In 1989 werd bij Christies in London een lot geveild met 117 brieven uit de jaren 1520-22 met afkomst Vlaanderen en Brabant die bij oorsprong deel uitmaakten van het privé-archief van Cranevelt. De Koning Boudewijnstichting slaagde erin om dit lot te verwerven. De brieven worden bewaard door KU Leuven Bibliotheken Bijzondere Collecties en zijn digitaal beschikbaar. Ze werden bovendien door de Vlaamse overheid als topstukken erkend.

## Van Cranevelt Correspondenties

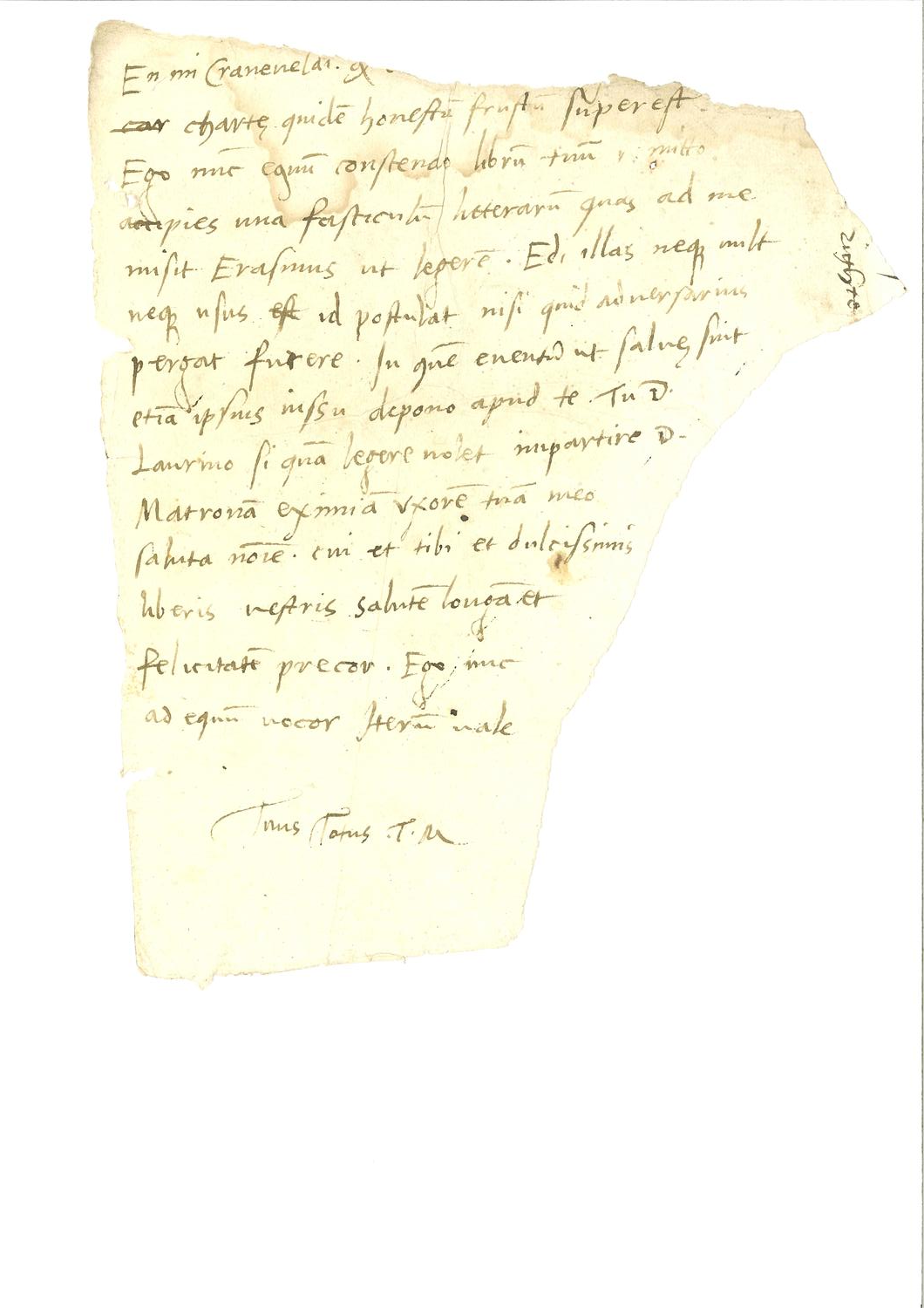
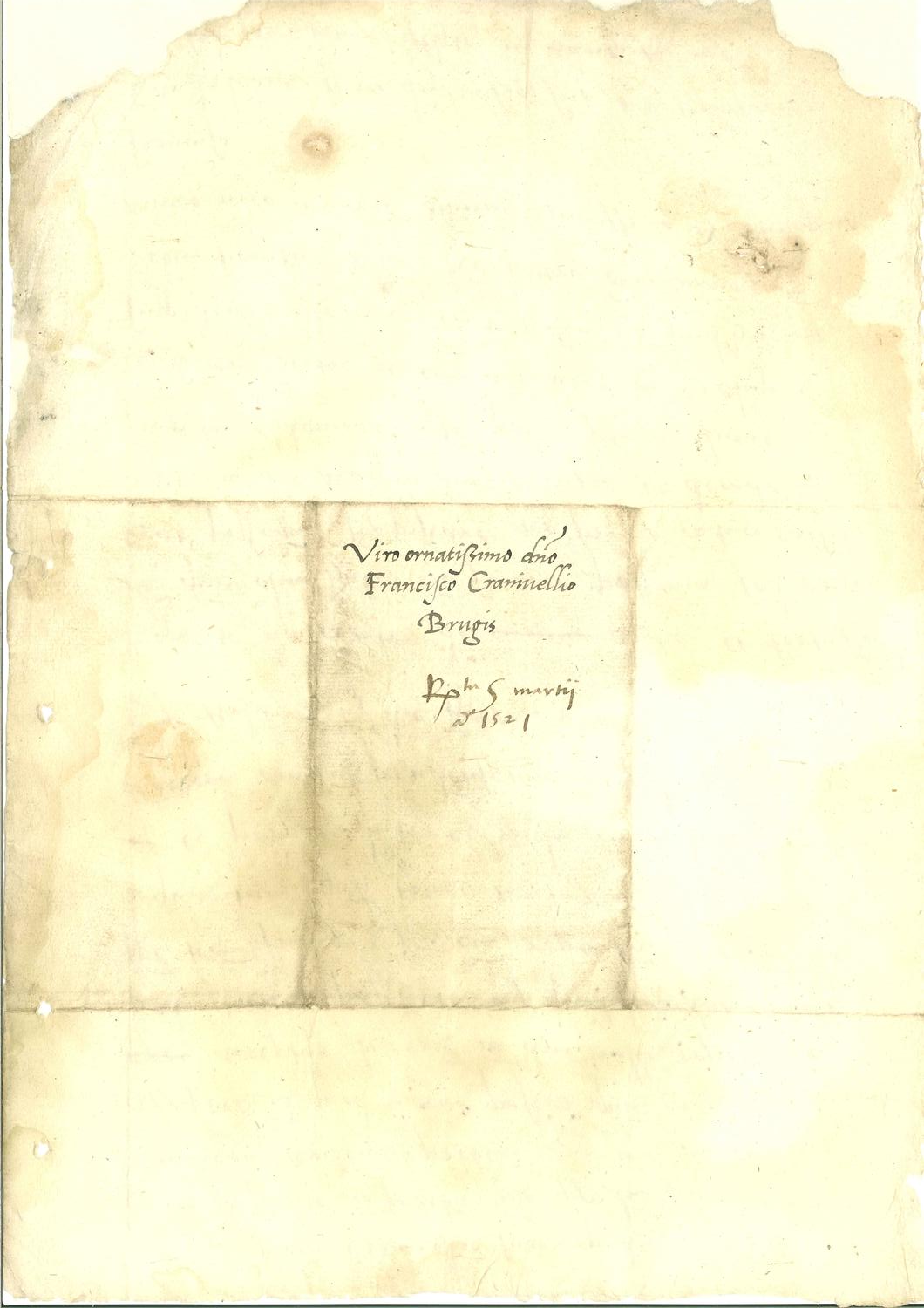
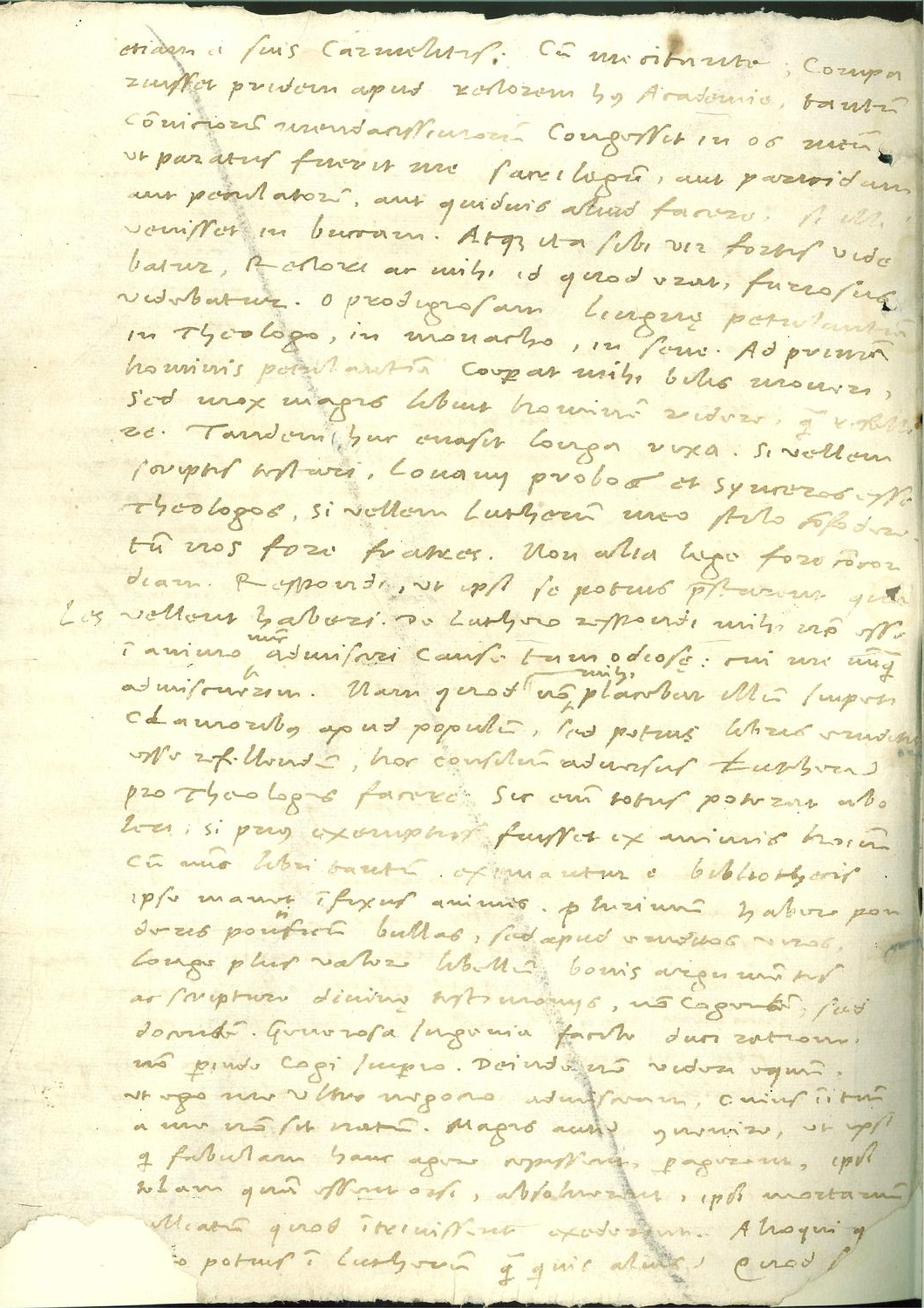
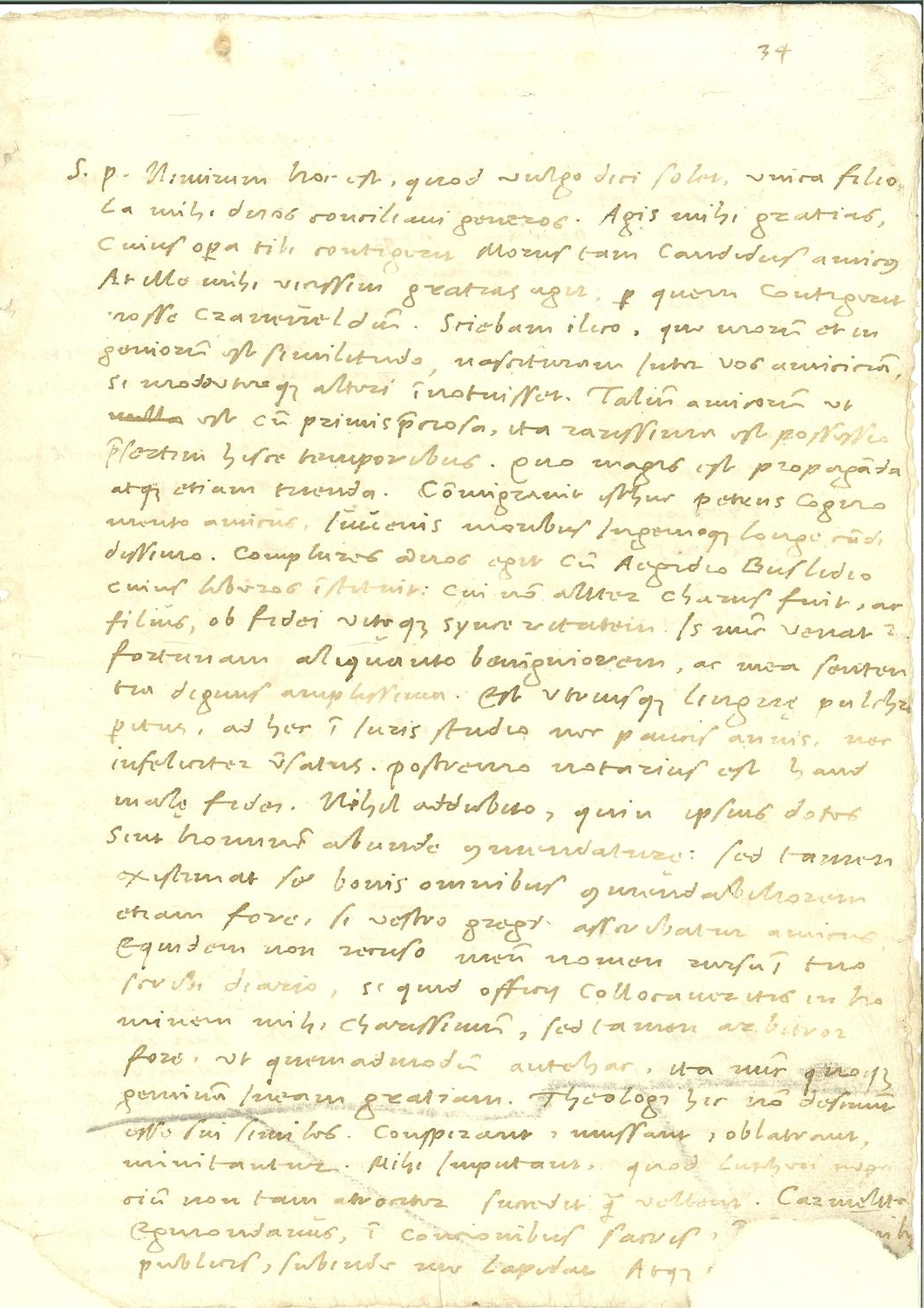
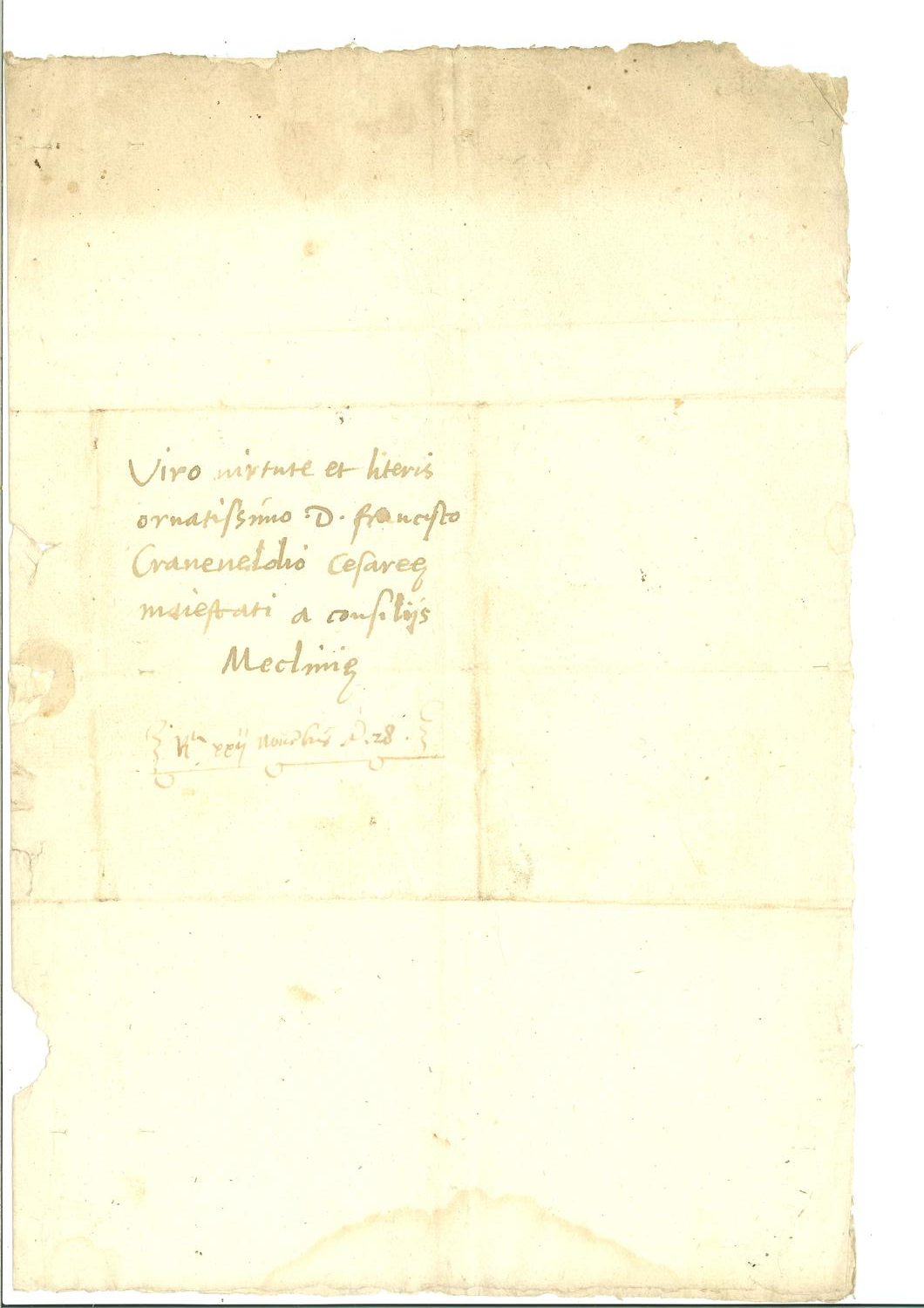
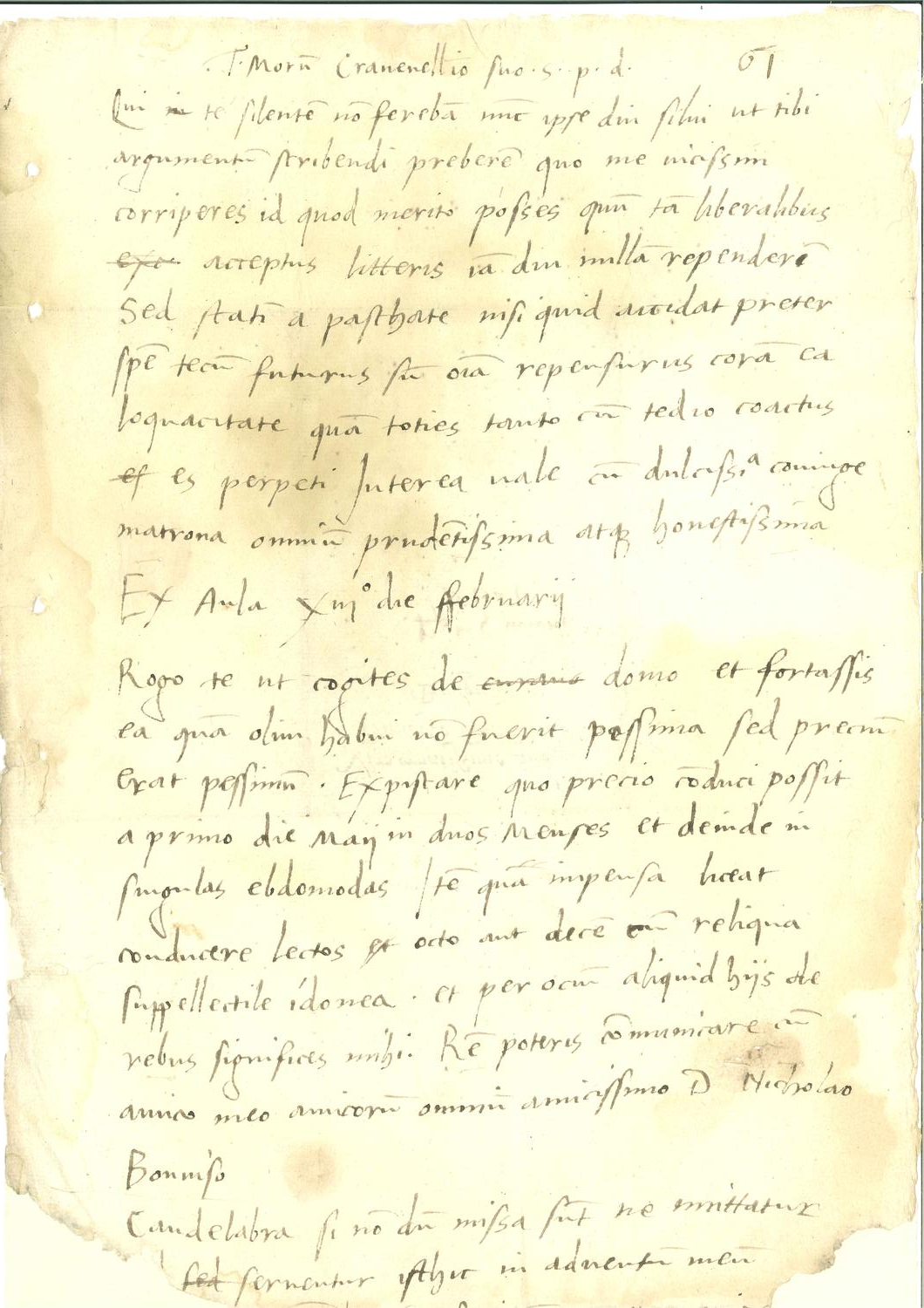
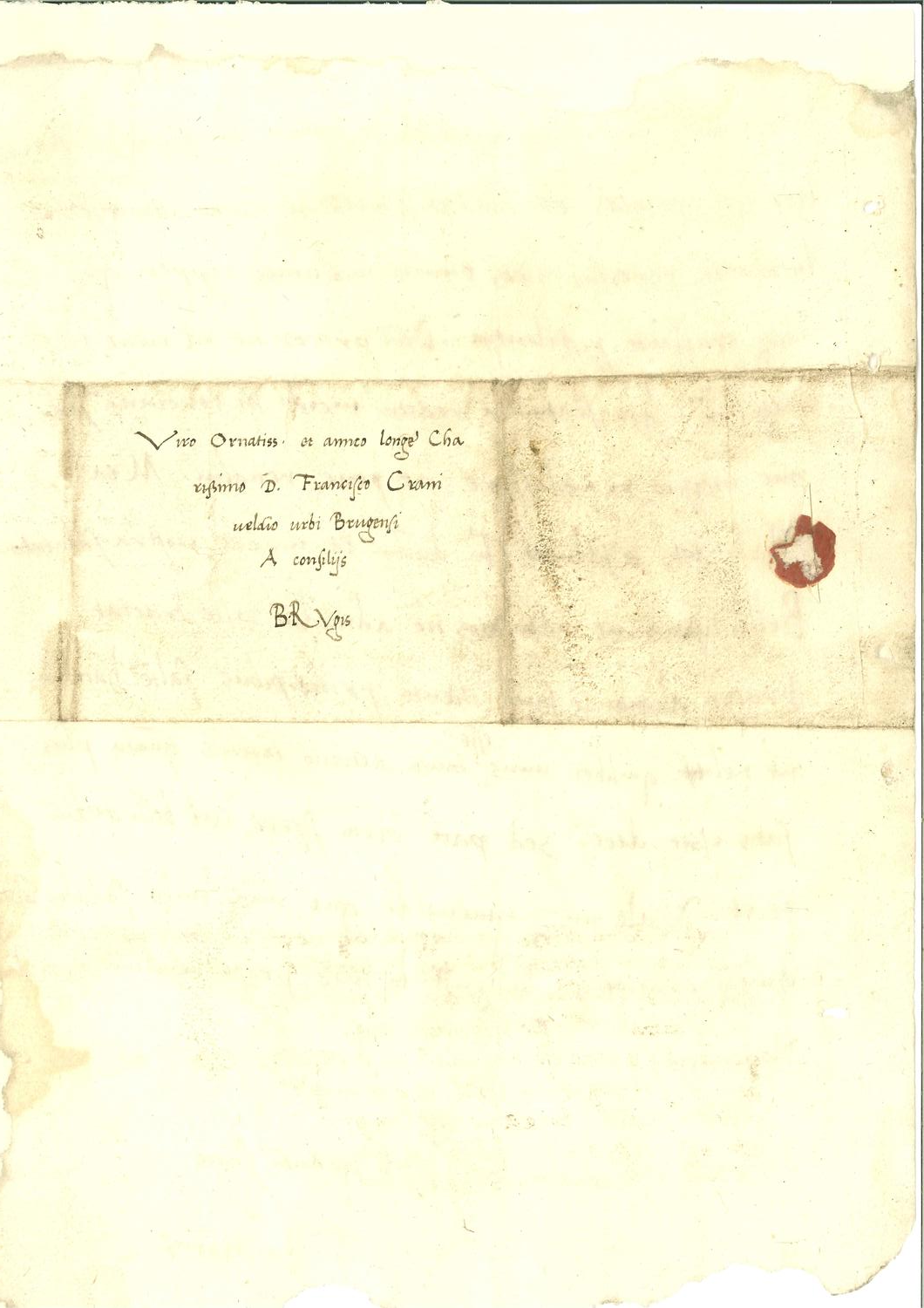
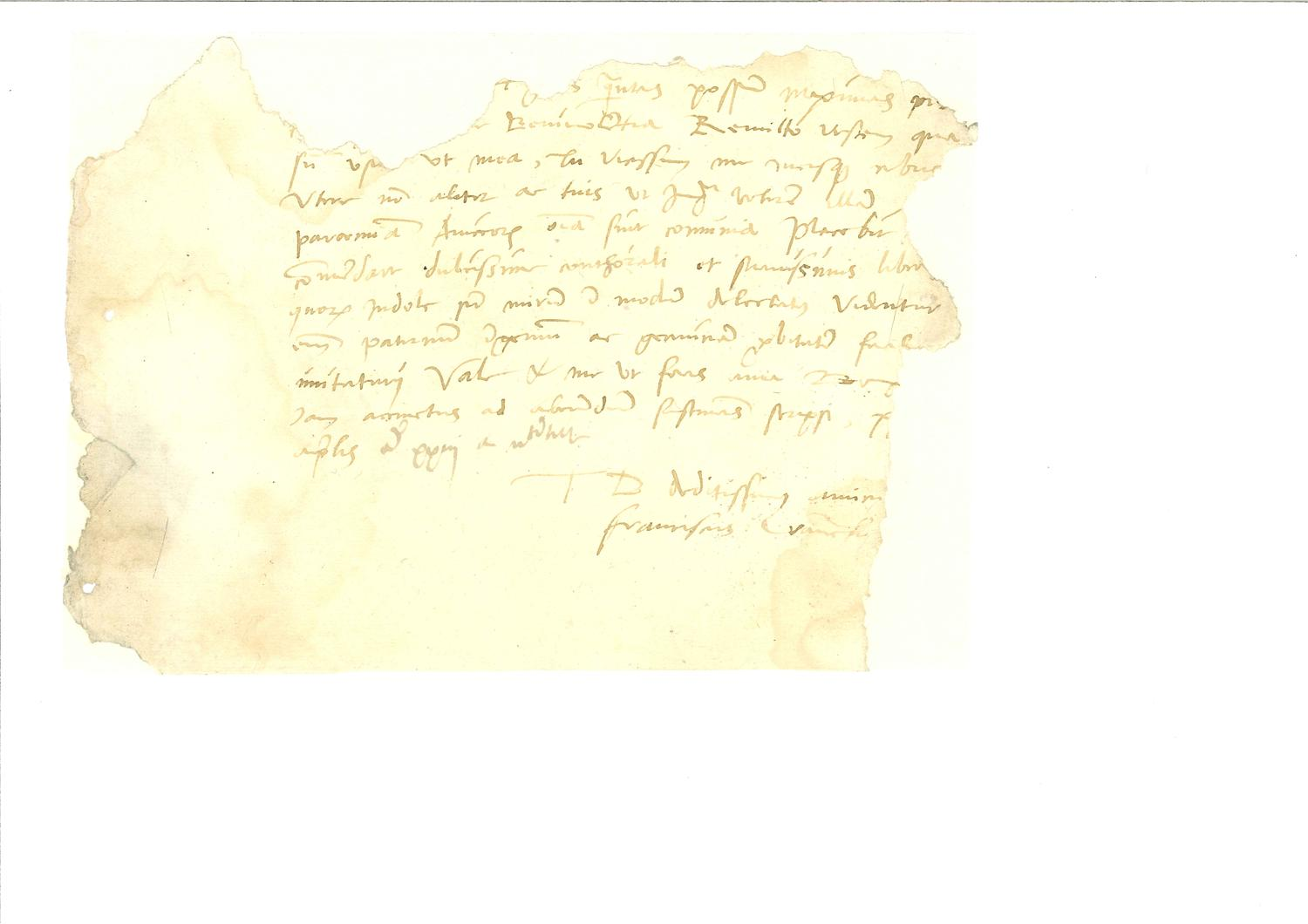
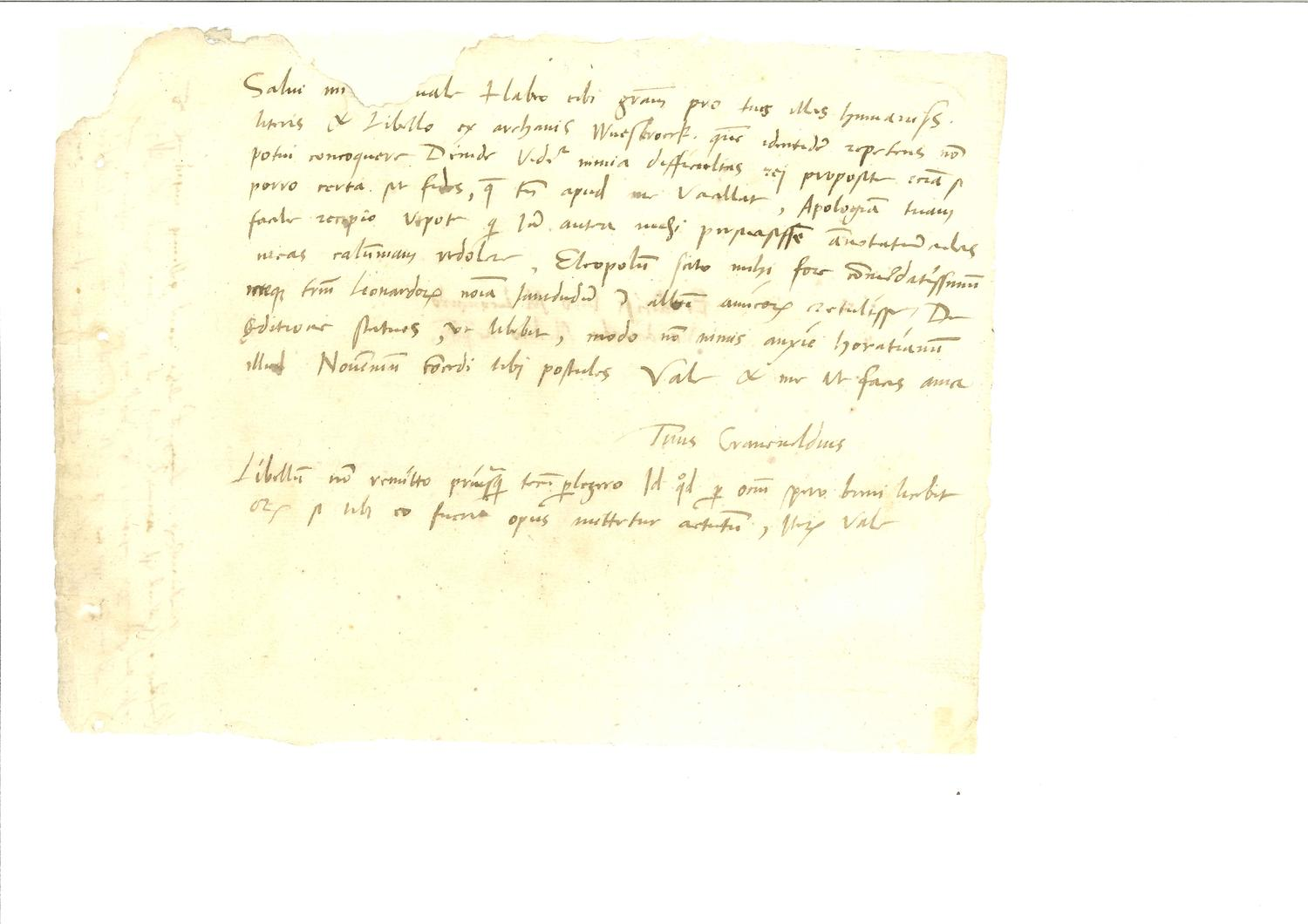
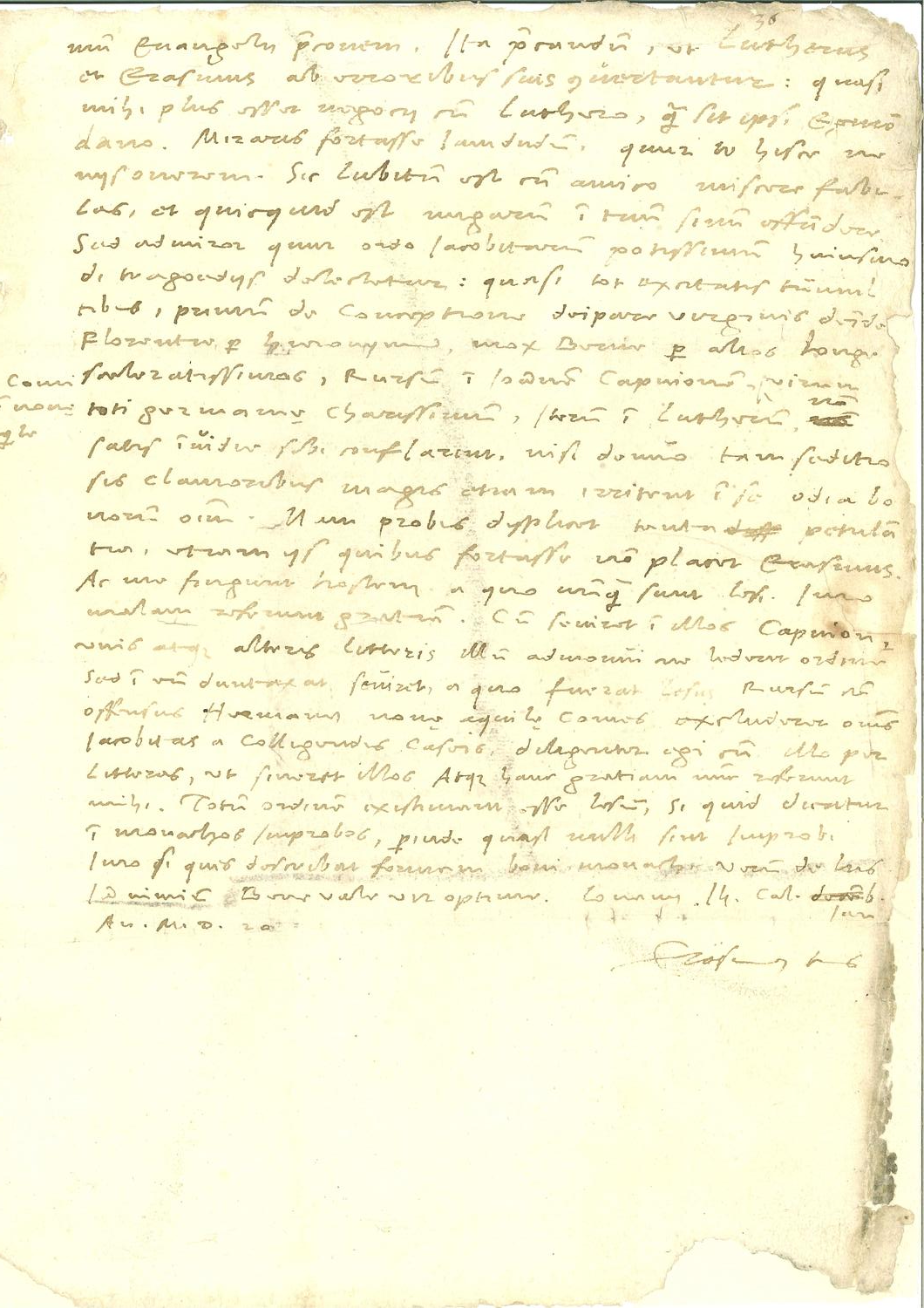
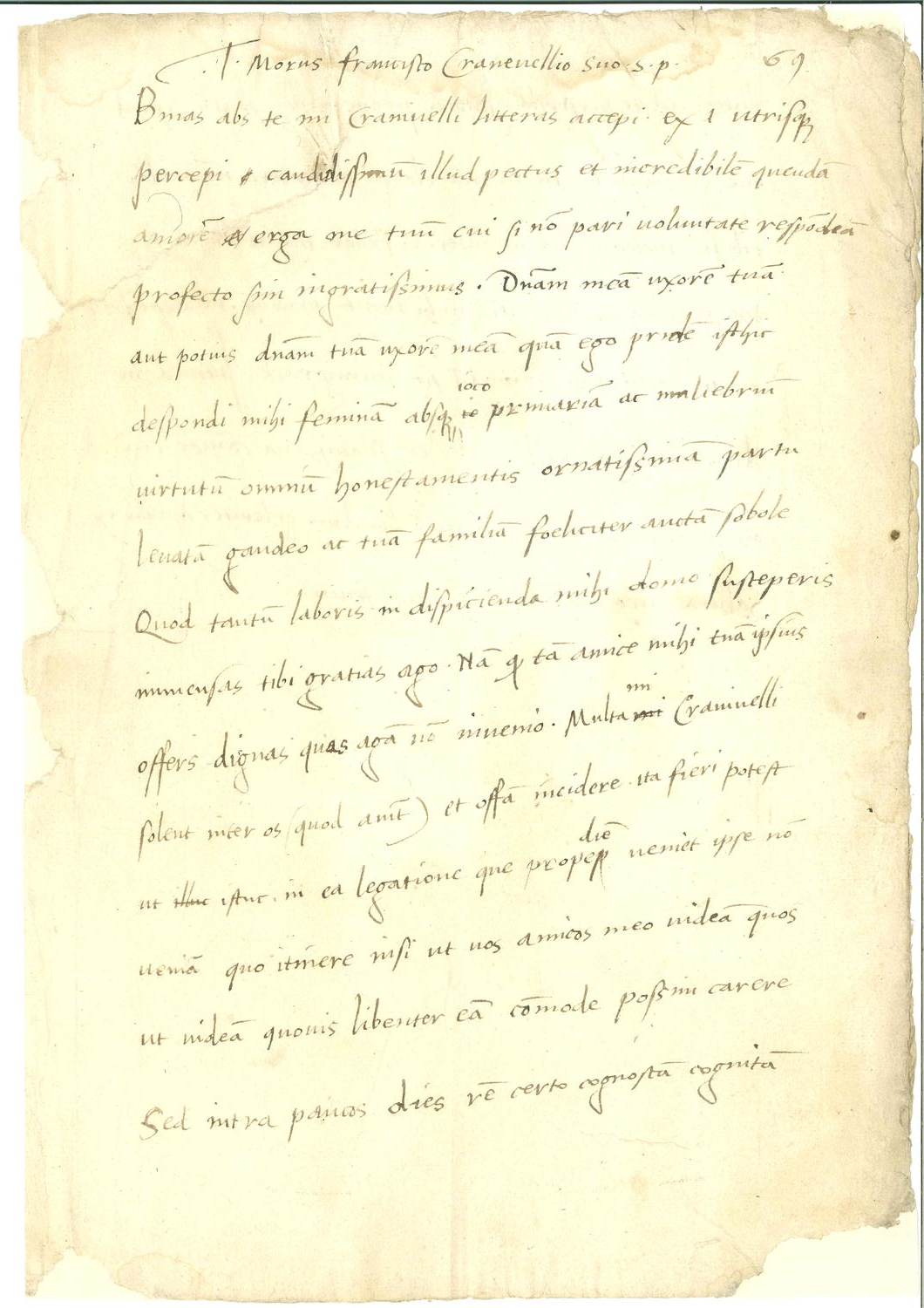

## Werken
Vertalingen uit het Grieks:
- Basilii magni Homilioe tres. I. De utilitale capienda ex gentilium auctorum libris. II. De invidia. III. in illud attende tihi ipsi, Leuven, 1534 (Latijnse vertaling van homelieën van de Griekse kerkvader Basilius).
- Procopii rhetoris et historiographi de Justiniani imperatoris oedificiis libri VI lectu dignissimi, nunc recens latinitate donati per Franciscum Craneveldium, Parijs, 1537
- Theognis/Scriptores aliquot gnomici. (Een handgeschreven Latijnse vertaling van het oeuvre van de Griekse dichter Theognis. Het boek wordt bewaard door KU Leuven Bibliotheken Bijzondere Collecties en is digitaal beschikbaar.)[5]

## Tekstpublicaties
- Henry DE VOCHT (edit.), Literae virorum eruditorum ad Franciscum Craneveldium, 1522-1528, Leuven, 1928, 1934
- Dominique ALLARD, Jozef IJSEWIJN, e. a., (edit), De Cranevelt correspondentie, Brussel, 1990
- Jozef IJSEWIJN, Theognis Sententiae a Francisco Craneveldio Latine versae (1541), in: A. Bonanno (ed.), Laurea Corona. Studies in honour of Edward Coleiro, Amsterdam 1987, p.14-22
- J. IJSEWIJN, D.SACRE, G.TOURNOY, M. VERWEIJ,Litterae ad Craneveldium Balduinianae. A Preliminary Edition, in Humanistica Lovaniensia, 41 (1992), 1-85; 42 (1993), 2-51; 43 (1994), 1568; 44 (1995), 1-78;
- Hubertus SCHULTE-HERBRÜGGEN, Morus ad Craneveldium: litterae Balduinianae novae, in: Supplementa Humanistica Lovaniensia, Leuven, 1997.